# Elfenbein-Mannstreu
Der Elfenbein-Mannstreu (Eryngium giganteum), meist Riesen-Mannstreu oder seltener Elfenbeindistel genannt, ist eine Pflanzenart aus der Gattung Mannstreu (Eryngium) innerhalb der Familie der Doldenblütler (Apiaceae).

## Beschreibung

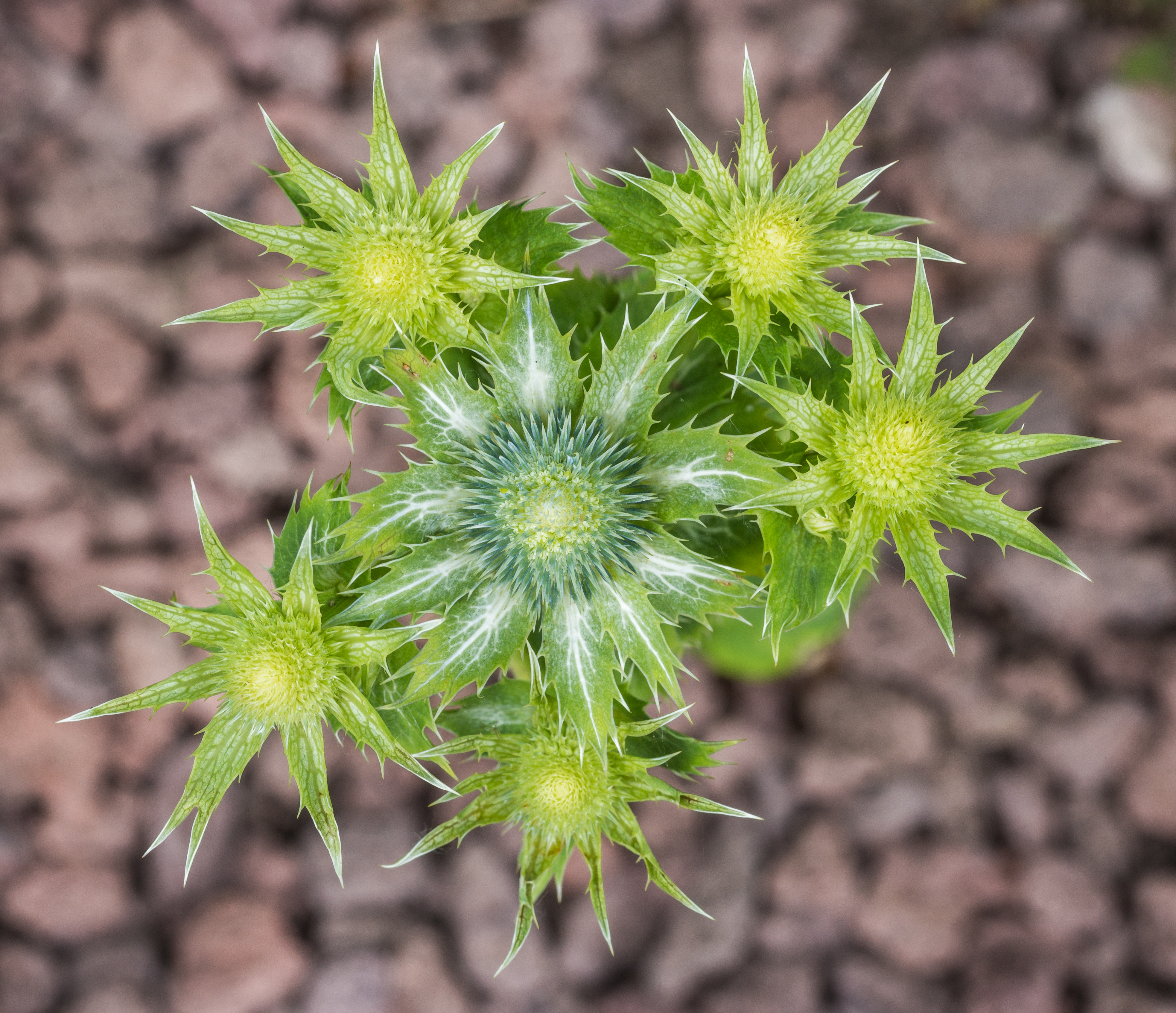
Gesamtblütenstand von oben, kurz vor der Anthese

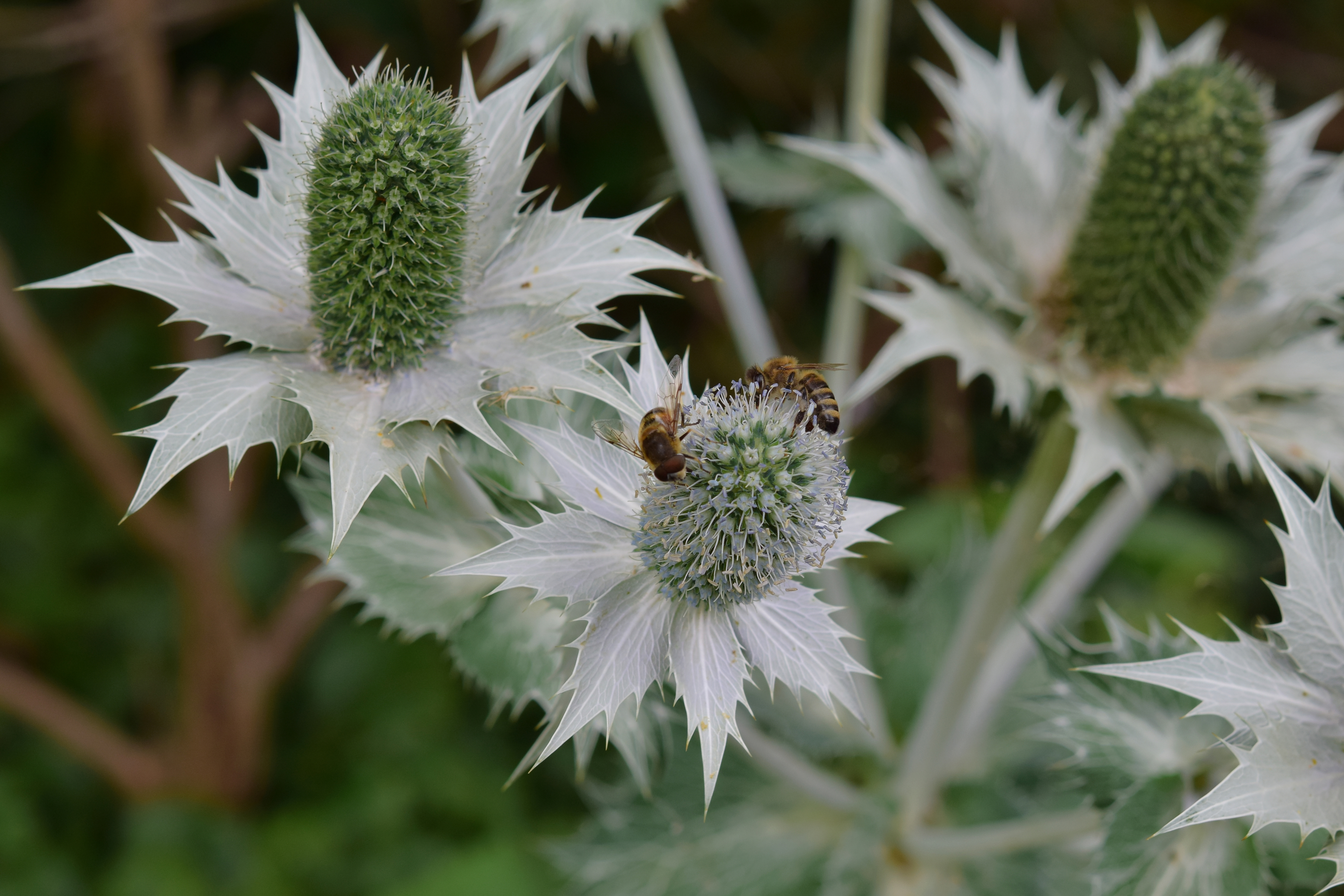
Die Blüten werden oft von Insekten besucht

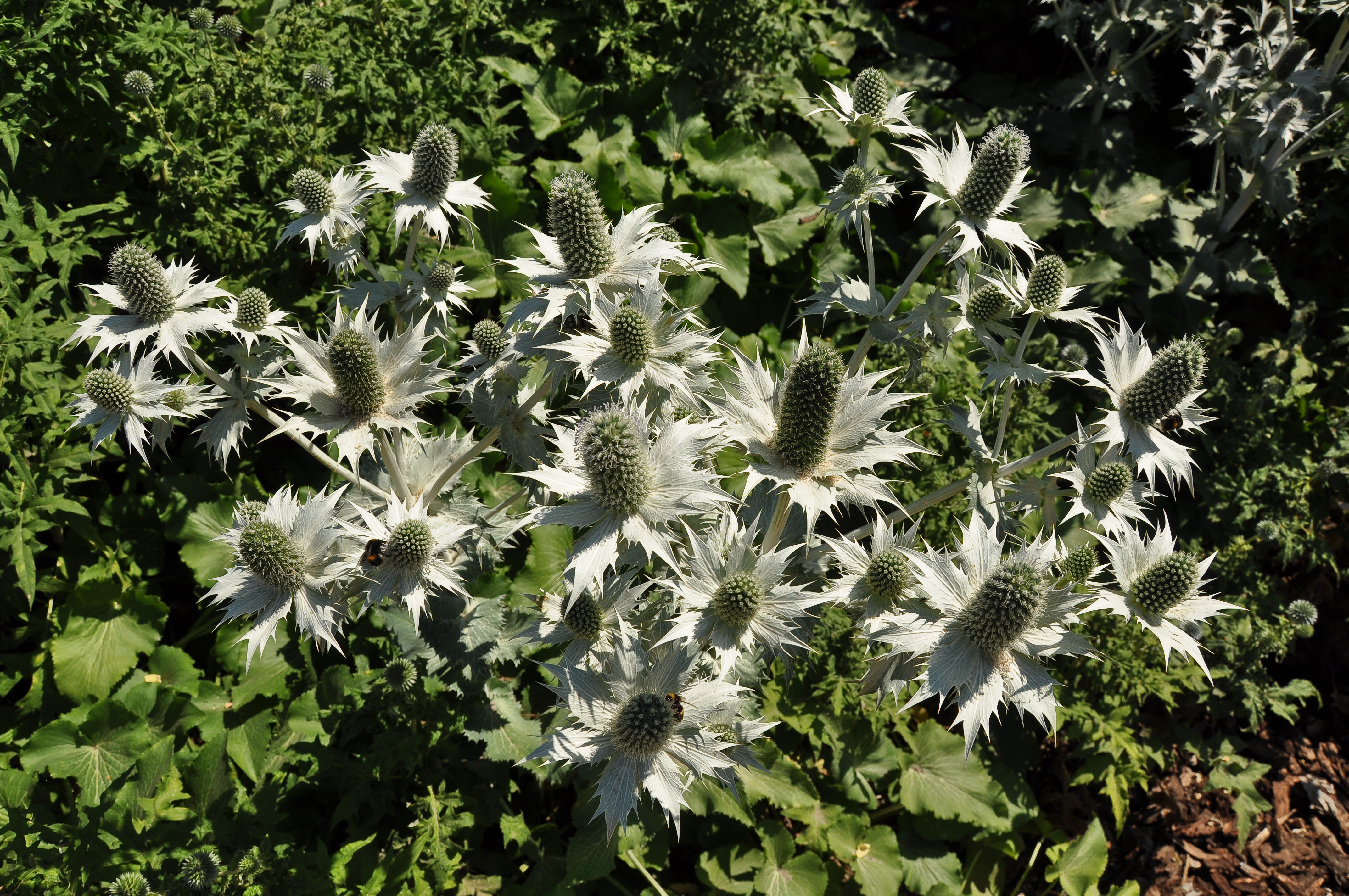
Gesamtblütenstand von oben während der Anthese

### Vegetative Merkmale
Der Elfenbein-Mannstreu ist eine kurzlebige, meist zweijährige krautige Pflanze und erreicht Wuchshöhen von 50 bis 150, selten bis zu 200 Zentimetern. Der Elfenbein-Mannstreu bildet eine überwinternde Blattrosette. Die verzweigten Stängel sind weiß bereift.
Die Laubblätter sind in einer grundständigen Rosette und wechselständig verteilt am Stängel angeordnet. Die grau- bis blau-grüne Blattspreite ist ledrig. Die Grundblätter sind verlängert dreieckig bis herzförmig mit gekerbtem bis gesägtem Blattrand. Die Stängelblätter sind dornig gezähnt bis gelappt, die oberen sitzend oder stängelumfassend.

### Generative Merkmale
Die Blütezeit reicht in Mitteleuropa von Juni bis August oder in der Schweiz nur von Juli bis August. Der Blütenstand besitzt zahlreiche Teilblütenstände. Die Blüten sind dicht in doldigen Teilblütenständen angeordnet, bei einer Länge von 3 bis 5 Zentimetern walzlich bis länglich-eiförmige sind, mit je sechs bis zehn silbrigen, mehr oder weniger eiförmigen Hüllblättern. Die Hüllblätter haben mehr als drei spitze, dornig gezähnte Blattlappen und sind länger als die Teilblütenstände.

### Chromosomensatz
Die Chromosomenzahl beträgt 2n = 16.

## Ökologie
Nach der Fruchtreife stirbt das Pflanzenexemplar in der Regel ab, behält aber die äußere Struktur bis in den Winter.
Die Blüten des Elfenbein-Mannstreu werden von vielen Insektenarten bestäubt, beispielsweise von Bienenwolf und Bienenkäfer. Ähnlich wie die Blüten des Feld-Mannstreu geben sie sehr viel Nektar und in geringerem Maße Pollen ab.

## Vorkommen
Der Elfenbein-Mannstreu kommt von der nordöstlichen Türkei über den Kaukasusraum in Georgien, Armenien und Aserbaidschan bis in den nordwestlichen Iran vor. Im Vereinigten Königreich und in Schweden gilt er als eingebürgert.
In Mitteleuropa ist er ein unbeständiger Neophyt, der selten Ruderalstellen, Wald- und Gebüschsäume sowie warme Trockenrasen besiedelt.
Der Elfenbein-Mannstreu gedeiht vor allem in Gebirgslagen auf felsigen Grashängen, Schotterbänken und Halbtrockenrasen mit kalkhaltiger Feinerde.
Er wächst gut auf vollsonnigen bis halbschattigen Standorten mit durchlässigen Böden, oft auch an südexponierten Gehölzrändern, wenn der Boden im Sommer nicht allzu trockenfällt.

## Taxonomie
Die Erstveröffentlichung von Eryngium giganteum erfolgte 1808 durch Friedrich August Marschall von Bieberstein in Flora Taurico-Caucasica, Band 1, S. 201.

## Verwendung
Der Elfenbein-Mannstreu wird zerstreut als Zierpflanze in Parks und Gärten verwendet. Er wird viel von Insekten (Bienen, Schmetterlinge) besucht. Er eignet sich als Schnittblume und bildet formenschöne Trockenblumen. Der Elfenbein-Mannstreu gehört zu den kurzlebigen Arten für sonnige, warme Standorte mit mäßig trockenen bis frischen Böden und ist auf einen lockeren Stand mit offenem unbearbeiteten Boden angewiesen, um sich in einer Pflanzung durch Selbstaussaat (Stoßausbreitung) zu erhalten.
Wie andere Arten der Gattung Eryngium bildet der Elfenbein-Mannstreu eindrucksvolle walzenförmige Blütenstände, die am Grund von einer Hülle aus harten Hüllblättern umgeben sind. In der Gartenarchitektur gilt er wegen seiner hohen, bizarren Blütenstände und der silbrig-schimmernden Hüllblätter als wertvolle Strukturpflanze für den naturnahen Garten. Sein metallisch glänzendes Silbern kommt insbesondere im Vordergrund dunkler Gartenbereiche zur Geltung. Im berühmten Kiesgarten der britischen Gärtnerin Beth Chatto wuchs Elfenbein-Mannstreu neben den silber-grünen Büscheln des Mexikanischen Federgrases (Nassella tenuissima) und zitronengelber Färberkamille.
Wie für Mannstreuarten typisch, enthält der Elfenbein-Mannstreu viele sekundäre Pflanzenstoffe wie Terpenoide, Triterpensaponine und Flavonoide, die möglicherweise medizinisch wirksam sind, deren pharmakologische Aktivität (z. B. Zytotoxizität) aber noch nicht ausreichend untersucht wurde.

## Trivia
Englischsprachige Trivialnamen für Eryngium giganteum sind „giant sea holly“ und „Miss Willmott’s ghost“. Letzterer bezieht sich auf die britische Gärtnerin Ellen Ann Willmott (1858–1934). Sie war ein einflussreiches Mitglied der Royal Horticultural Society, galt aber als exzentrisch und trug angeblich immer Samen des Elfenbein-Mannstreu bei sich, um diese in fremden Gärten heimlich auszusäen.